# Четверикова Тетяна Георгіївна
Тетяна Георгіївна Четверикова (нар. 30 вересня 1949, Омськ, РРФСР, СРСР) — російська поетеса, мистецтвознавиця, критикиня.

## Біографія
У ранньому дитинстві почала писати вірші, вперше її твори були опубліковані в газеті «Молодий сибіряк» у 1966 році. Закінчила зі срібною медаллю, у 1967 році середню школу № 8. Пізніше почала працювати кореспондентом у газеті «Призыв» Омського району.
У 1971 році вступила до Літературного інституту ім. А. М. Горького за Спілки письменників СРСР на факультет поезії на заочне відділення, цього ж року вступила до Спілки журналістів і почала працювати в газеті «Сільський будівельник». Після закінчення Літературного інституту 1976 року працювала в газеті «Призыв» завідувачем відділу листів.